# Missing (Fernsehserie)
Missing (englisch für ‚Vermisst‘) ist eine US-amerikanische Thrillerserie mit Ashley Judd, die 2012 auf dem Fernsehsender ABC ausgestrahlt wurde. In der Serie geht es um die Mutter Rebecca Winstone, die erfährt, dass ihr Sohn in Rom entführt wurde. Sie macht sich auf die Suche nach ihm und öffnet dabei ein dunkles Kapitel ihrer Vergangenheit. Die Erstausstrahlung in den Vereinigten Staaten erfolgte zwischen dem 15. März und dem 17. Mai 2012 auf ABC. In Deutschland wurde die Serie zwischen dem 5. und dem 16. November 2013 im Nachtprogramm bei VOX gezeigt.

## Handlung
Rebecca „Becca“ Winstone muss schweren Herzens feststellen, dass ihr 18-jähriger Sohn Michael erwachsen wird und sie ihn seinen eigenen Weg gehen lassen muss. Doch Becca fällt dies schwer, weil sie weiß, dass ihr Sohn mitansehen musste, wie sein Vater, CIA-Agent Paul Winstone, ermordet wurde. Zwar sind inzwischen 10 Jahren vergangen, trotzdem gibt sie nur widerwillig ihre Zustimmung zu Michaels Auslandsstudium in Italien.
Wenige Wochen nach Beginn des Semesters verschwindet Michael spurlos. Becca muss erkennen, dass sie von staatlicher Seite keinerlei Unterstützung bekommt, so macht sie sich kurzerhand selber auf den Weg nach Europa, um ihren Sohn aufzuspüren. Kaum in Rom angekommen, beginnt sie Hinweise nach den Kidnapper zu sammeln. Die Kidnapper müssen erkennen, dass sie sich mit der falschen Frau angelegt haben, denn Becca war wie ihr Mann in den Diensten der CIA tätig. Auf der Suche nach ihrem Sohn muss sie sich auf ehemalige Freunde einlassen und sich ihrer eigenen Vergangenheit stellen.

## Produktion
Im Januar 2011 kündigte der Fernsehserie ABC die Serie für den Sommer 2011 als direct-to-series. Zwei Monate später unterschrieb die Filmschauspielerin Ashley Judd für die Hauptrolle. Als deren Ehemann wurde der u. a. aus Game of Thrones bekannte Schauspieler Sean Bean gecastet. Im April 2011 erhielt Cliff Curtis eine weitere Hauptrolle. Da es jedoch zu Zeitverzögerungen bei der Besetzung der zentralen Hauptrolle kam, wurde die Serie von Sommer 2011 auf Frühjahr 2012 verschoben. Die Dreharbeiten zur Serie fanden vom 2. September bis zum 5. Oktober 2011 in Prag, Wien und Venedig statt.
Aufgrund niedriger Einschaltquoten wurde die Serie am 12. Mai 2012 abgesetzt. Die Staffel ist in sich abgeschlossen, auch wenn es eine Möglichkeit gab, die Serie fortzusetzen.

## Besetzung und Synchronisation
| Hauptfigur               | Darsteller       | Deutscher Sprecher  |
| ------------------------ | ---------------- | ------------------- |
| Rebecca „Becca“ Winstone | Ashley Judd      | Anke Reitzenstein   |
| Agent Dax Miller         | Cliff Curtis     | Thomas Nero Wolff   |
| Paul Winstone            | Sean Bean        | Oliver Stritzel     |
| Michael Winstone         | Nick Eversman    | Tom Raczko          |
| Giancarlo Rossi          | Adriano Giannini | Stephan Schleberger |
| Oksana                   | Tereza Voříšková | Dana Friedrich      |

| Nebenfigur     | Darsteller      | Deutscher Sprecher      |
| -------------- | --------------- | ----------------------- |
| Martin Newman  | Keith Carradine | Joachim Tennstedt       |
| Mary Dresden   | Aunjanue Ellis  | Ilya Welter             |
| Violet Heath   | Laura Donnelly  | Jana Kilka              |
| Jamie Ortega   | Gina McKee      | Brit Gülland            |
| Fitzpatrick    | Jason Wong      | Jan van Weyde           |
| Rabia          | Jessica Boone   | Nora Jokhosha           |
| Viktor Azimoff | Karel Roden     | Maximilian Hilbrand     |
| Maxim Azimoff  | Nikola Navratil | Louis Friedemann Thiele |

## Episodenliste
| Nr. | Deutscher Titel    | Originaltitel                    | Erstausstrahlung USA | Deutschsprachige Erstausstrahlung (D) | Regie         | Drehbuch                          |
| --- | ------------------ | -------------------------------- | -------------------- | ------------------------------------- | ------------- | --------------------------------- |
| 1   | Allein gegen alle  | Pilot                            | 15. März 2012        | 5. Nov. 2013                          | Stephen Shill | Gregory Poirier                   |
| 2   | Miese Geschäfte    | The Hard Drive                   | 22. März 2012        | 6. Nov. 2013                          | Stephen Shill | Grant Scharbo                     |
| 3   | Die Eiskönigin     | Ice Queen                        | 29. März 2012        | 7. Nov. 2013                          | Stephen Shill | Paul Redford                      |
| 4   | Der Auftragskiller | Tell Me No Lies                  | 5. Apr. 2012         | 8. Nov. 2013                          | Stephen Shill | Meredith Lavender & Marcie Ulin   |
| 5   | Bankgeheimnis      | The Three Bears                  | 12. Apr. 2012        | 9. Nov. 2013                          | Paul Edwards  | Adele Lim                         |
| 6   | Die Flucht         | A Busy Solitude                  | 19. Apr. 2012        | 12. Nov. 2013                         | Paul Edwards  | Patrick MacManus                  |
| 7   | Singvogel          | Measure of a Man                 | 26. Apr. 2012        | 13. Nov. 2013                         | Phil Abraham  | Dana Greenblatt & Gregory Poirier |
| 8   | Blutopfer          | Answers                          | 3. Mai 2012          | 14. Nov. 2013                         | Phil Abraham  | Paul Redford                      |
| 9   | Jäger und Gejagte  | Promise                          | 10. Mai 2012         | 15. Nov. 2013                         | James Strong  | James Parriott                    |
| 10  | Showdown           | Rain on the Evil and on the Good | 17. Mai 2012         | 16. Nov. 2013                         | James Strong  | Gregory Poirier                   |

## Rezeption
„Nach der Pilotfolge zu urteilen, ist Missing keine Serie, die man unbedingt sehen müsste. Tut man es doch, trifft man auf eine sympathische Protagonistin in einer solide erzählten Actionserie, die gut zu unterhalten weiß. Keine Serie zum nägelkauenden Dranbleiben, sondern eher für den regnerischen Sonntagnachmittag.“